# 松前章廣
松前章廣（日语：〔〕／ Matsumae Akihiro，1775年8月25日—1833年11月6日），日本江戶時代中期至末期大名，松前藩第9代藩主。
松前章廣是松前藩第8代藩主松前道廣的長子。1792年（寬政4年）父親隱居，由他繼承家督之位。同年前往江戶謁見將軍德川家齊，敘從五位下若狹守。同年，阿当·拉克斯曼率領俄羅斯船隻「葉卡捷琳娜」號（Екатерина）在松前藩的根室登陸，將日本的漂流民引渡回國，並要求通商。松前藩將此事上報幕府。老中松平定信接收了漂流民，但拒絕了通商請求，讓他們去長崎通商，最終俄羅斯船離去。
1795年（寬政7年），家老蠣崎波響從京都聘請了大原吞響，由其擔任章廣的文武教師。1796年（寬政8年），威廉·罗伯特·布劳顿率領英國船隻「普羅維登斯」號進入內浦灣，在今日洞爺湖町的虻田登陸，隨後停泊在室蘭港修理船隻並離去。
經過這一系列事件，江戶幕府意識到北方問題的嚴峻性。1799年（寬政11年），幕府下達上知令，沒收松前藩的東蝦夷地，將武藏國埼玉郡五千石作為代地賜予松前氏。1801年（享和元年），幕府決定將東蝦夷地永遠收歸天領，武藏國的領地五千石亦被沒收，改為每年支給3500兩，松前藩陷入困窘狀態。1807年（文化4年），幕府決定沒收西蝦夷地，將松前氏移封到陸奧國伊達郡的梁川藩。
自從改封後，藩收入銳減，引發財政危機。松前氏整個家族都開展舊領復歸工作，蠣崎波響亦參與其中。章廣的父親道廣與德川家齊的生父一橋治濟關係接近，而又對幕府老中水野忠成巨額行賄，幕府終於以俄羅斯威脅降低為理由，於1821年（文政4年）恢復了松前藩。1831年（天保2年），恢復了一萬石。
章廣在1833年（天保4年）去世。其嫡子見廣已先於他死去，遂由見廣的長子良廣繼位。